# Общага-на-Крови
«Общага-на-Крови» — роман российского писателя Алексея Иванова, написанный в 1992 году.
Впервые был опубликован в 2006 году издательством «Азбука-классика».
В 2006 году включён в шорт-лист общероссийской литературной премии «Национальный бестселлер».
По роману был снят фильм «Общага», премьера которого состоялась осенью 2021 года.

## Сюжет
Действие романа разворачивается в студенческом общежитии.
В прологе романа один из студентов никак не может попасть в туалет, запертый изнутри; взломав дверь через некоторое время, он обнаруживает в туалете тело одного из неназванных героев, покончившего жизнь самоубийством. Далее детально воспроизводится хроника нескольких месяцев, предшествовавших трагическому событию.
Жильцы комнаты №214 Игорь и Ванька дружат с Лёлей и Нелей, девушками из комнаты №212; их объединяют и личные отношения, и совместные посиделки, и мягкая опека над самым младшим из героев — первокурсником Отличником, но из-за постоянных Ванькиных пьяных дебошей им всем периодически приходится объясняться с комендантом Ботовой. После очередной беседы Игорю удаётся выкрасть у Ботовой ключ от чердака и он дарит его Отличнику.
Проведя одну из ночей на крыше, смотря на звёзды и думая о месте, в котором он мечтает побывать, Отличник забывает запереть чердак на замо́к и, выйдя на улицу, становится свидетелем трагедии — с крыши общежития спрыгивает девушка-первокурсница, которая не относилась к числу иногородних студенток и не имела формального права на заселение, но было известно, что она жила в отдельной комнате №220, которую ей выделил Ринат Ботов; девушка выживает после падения, но умирает от сильных травм на руках у Отличника.
На заседании студсовета главным виновником трагедии назначили Отличника и тогда же было принято решение о выселении из общежития всех жильцов комнат №212 и №214. Игорь находит для Отличника временное пристанище в комнате №710, где живёт светлая и доверчивая девушка-первокурсница Серафима Стороженко. Остальные «изгнанники» выкручивались как могли — кто-то в качестве платы за ночлег был готов выставить на стол выпивку, а кто-то ради койко-места соглашался на оказание определённых услуг.
Отличник постепенно влюбляется в Серафиму и она также отвечает ему взаимностью; через 4 дня после вечеринки в честь первого дня лета у Отличника и Серафимы следует ночь любви. Утром следующего дня Серафима уезжает на автобусе в аэропорт встречать маму. Вечером того же дня Отличник, вернувшись из библиотеки, не застаёт Серафиму и приходит к Ваньке, который сообщает ему, что Ботова приняла его на работу вахтёром (за это Ванька должен был бросить пить) и он сразу же доложил ей, что Отличник проживает здесь нелегально и они вместе ранее забрали из комнаты №710 все его вещи («Если уж ты сам меня убедил, что души нет, то получай по закону!»).
…Отличник думал, что опять виновато одиночество. Его друзья не были к нему готовы. Когда их выселили и они начали жить поодиночке, их зрение просто замутил страх. Они смотрели не вперёд, на истину, а назад, на остальных. А если наступать, постоянно оглядываясь, то наступление будет неотличимо от отступления.
Придя в комнату Ботовой за своими вещами, Отличник видит по телевизору новостной репортаж об автокатастрофе на железнодорожном переезде — автобус, направлявшийся в аэропорт, столкнулся с локомотивом и погибли несколько человек. Отличник с ужасом понимает, что Серафима также погибла — удар локомотива пришёлся именно в то место, где она сидела.
В финале романа окончательно деморализованный Отличник, забрав свои вещи, запирается в туалете в другом блоке, достаёт из чемодана лезвие и, вскрыв себе вены на сгибе локтя левой руки, умирает от сильной кровопотери (именно он оказывается самоубийцей из пролога). После этого из мглы перед Отличником медленно выплывает Серафима, которая говорит ему, что теперь они вдвоём будут жить в Вечной Общаге — не на-Крови, а на-Любви. Она достаёт ключ от крыши, но роняет его, и Отличник под нарастающий гул устремляется за ним вниз по лестнице.

## Персонажи
- Отличник — студент-первокурсник из комнаты №214.
- Серафима Стороженко — студентка-первокурсница из комнаты №710.
- Елена (Лёля) Леушина — студентка-третьекурсница из комнаты №212. Сострадательная, жалостливая. Считается подругой Ваньки.
- Нелли (Неля) Караванова — студентка-третьекурсница из комнаты №212. В общаге имеет бурное прошлое. К началу действия романа — подруга Игоря.
- Игорь Каминский — студент-третьекурсник из комнаты №214. Философ, ловелас. Изъясняется сложными лингвистическими конструкциями.
- Иван (Ванька) Симаков — студент-третьекурсник из комнаты №214. Старше остальных героев, успел отслужить в армии. Музыкант, поэт. Ведёт развязный образ жизни, страдает алкоголизмом.
- Ольга Васильевна Ботова (Ботва) — комендант общежития. Замужем за Ринатом, воспитывает ребёнка. Неразборчива в связях.
- Ринат Ботов — муж Ольги Васильевны. Имеет доступ к ключам; за согласие на «особые отношения» может выделить девушкам отдельную комнату.
- Ян Гапонов — председатель студсовета, друг Рината Ботова.
- Городская девушка — студентка-первокурсница, которую Ботов поселил в комнате №220.
- Баба Юля — вахтёр.

## История создания

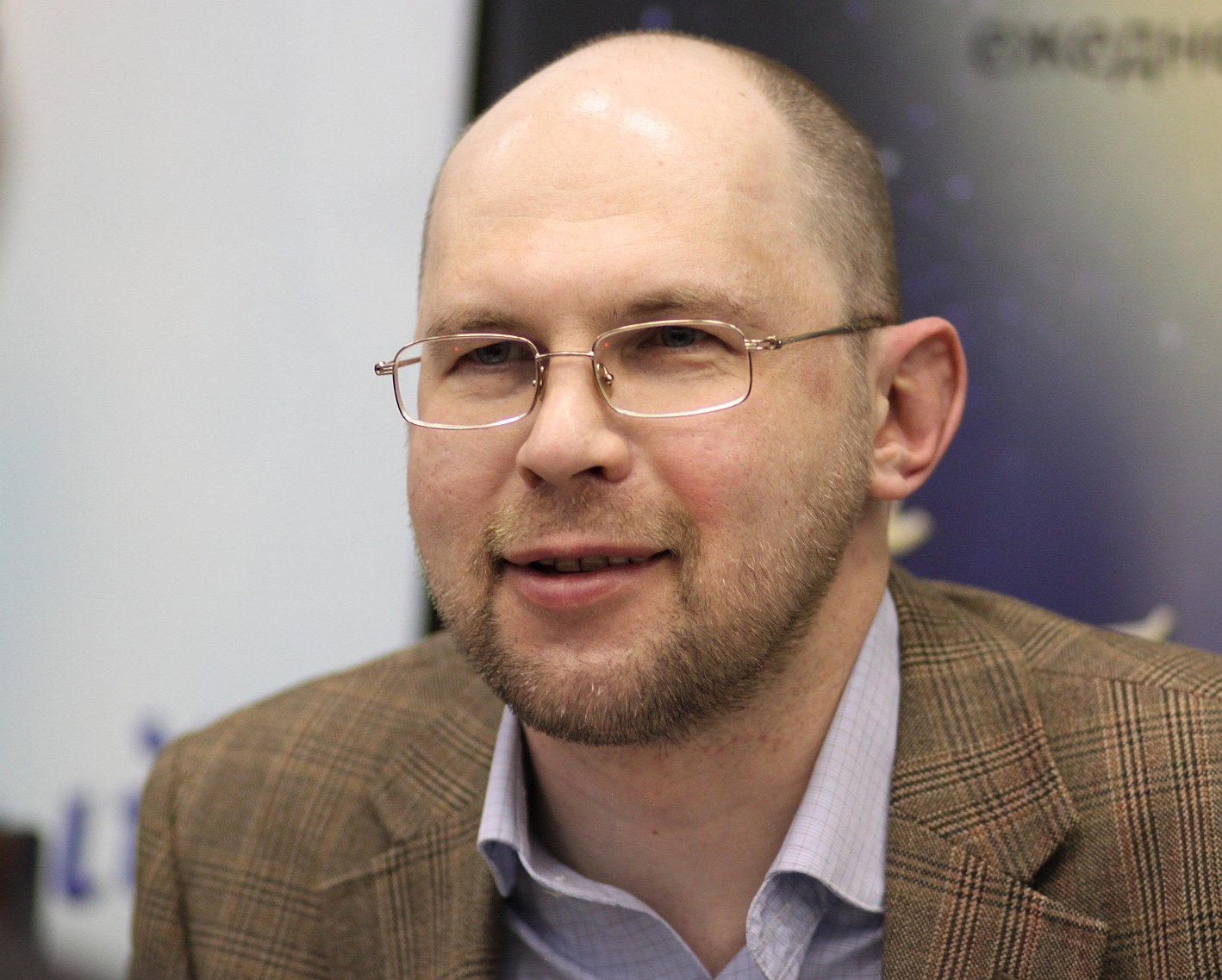
Алексей Иванов

По утверждению журналиста Вадима Челикова, с романом «Общага-на-Крови» он и другие студенты Уральского государственного университета познакомились ещё в 1992 году, когда Алексей Иванов, закончив его печатать, раздал однокурсникам машинописные экземпляры. «Прототипы героев легко угадывались, а некоторые с нас и были списаны», — заверил Челиков.
Сам автор, которому на момент написания романа было 23 года, признавался в интервью, что под общагой подразумевается то студенческое общежитие УрГУ, где он жил в начале 1990-х годов.
Роман был опубликован через 14 лет после написания; со слов Владислава Крейнина, «в течение 14 лет русская классическая литература не досчитывалась настоящего шедевра».

## Концепция романа

### Определение жанра
Формально «Общага-на-Крови» считается романом, однако у литературоведов и критиков нашлись собственные определения жанра этого произведения.
- По мнению Александра Щипина («Независимая газета»), книга «представляет из себя какой-то древнегреческий сборник диалогов». В то же время её можно читать как «некую мистерию, где пятеро студентов, прописанные настолько условно, что напоминают театральные маски, обсуждают проблемы души»[8].
- Мария Бутербродова («Аfisha.mail.ru») увидела в ней притчу со старой, «как мир, мифологемой о жертвоприношении, причём с отчётливыми евангельскими отсылками»[9].
- Валерий Иванченко («Книжная витрина») обозначил жанр произведения как «чуть ли не репортаж, почти документальное свидетельство о куске жизни, образцы которой сохранились до наших дней»[10].
- Константин Когут («Уральский филологический вестник») полагает, что «жанровая структура представляет собой повесть, но собственно повествование здесь достигает романных границ»[11].

### Время действия
В романе «Общага-на-Крови» практически отсутствуют какие-либо намёки на фактор времени, и это даёт рецензентам основание говорить о том, что герои полностью выпадают из реальности и речь идёт «обо всех временах сразу».
К примеру, Константин Когут считает, что «время как категория размывается, ибо в повести нет четких указаний на момент событий — изнутри общаги трудно определить время суток, поскольку из „квадрата окна парадоксальным образом видны одни только облака“. Образ окна имеет ассоциативный фон со всемирно известным шедевром супрематизма — „Черным квадратом“ К. Малевича, обозначающим нулевую степень бытия».
В то же время Владимир Радзишевский («Информпространство») находит и в диалогах персонажей, и в описании житейских трудностей определённые намёки, позволяющие привязать действие романа к 1989 году.
Катастрофа автобуса на железнодорожном переезде, упоминающаяся в романе, произошла 10 ноября 1990 года; при этом в романе автобус был другой модели («Ikarus 250» вместо «ЛиАЗ-677») и вместо железнодорожной станции следовал в аэропорт.

### Общежитие как персонаж
При анализе произведения часть критиков вывела общежитие в число самостоятельных персонажей:
«Мой дом — общага» — это мог бы повторить вслед за Ванькой, озабоченным на самом деле поисками не столько пива, сколько водки, каждый персонаж романа. А торопившая его Нелли выскажется ещё круче: «Весь мир — общага».
- Екатерина Нистратова считает, что в романе она не просто господствует — «она есть Символ и Метафора. Она — Антиутопия современной России. И её растерянной, унывающей, запутанной, суицидальной души»[14].
- Мария Бутербродова видит в общаге «наш мир в миниатюре, со всеми его страстями и духовными достижениями, причём мир живой, самостоятельный, думающий»[9].
- Лев Дроздов («Огонёк») сравнивает общагу с классическим закрытым коллективом — подводной лодкой[15].
- Константин Мильчин наделяет общагу признаками живого существа, которое «поглотит тебя и не подавится»[16].
- Александр Неверов («Труд») выделил на первый план «модель человеческого общежития, метафорой которого и является общага»[17].

Общага самодостаточна — читатель так до конца и не узнаёт, в каком именно вузе учатся герои, посещают ли они занятия, и читают ли они книги. Отличник покидает стены общаги лишь два раза: «первый — чтобы случайно увидеть, как незнакомая девушка бросается с крыши, а второй — чтобы проводить возлюбленную до автобуса, который попадет в аварию со смертельным исходом».

Главный страх в общаге — это подавление личности. Человек здесь ничего не значит. Во-первых, его личное мнение никем не учитывается и попирается. А во-вторых, сама система здесь обрекает на нищету и бесправие. Любая вещь здесь — шкаф, матрас или кипятильник — чужая, а заменить своей запрещено, да и нелепо. И поскольку нет права чего-либо иметь, человек становится рабом того, кто даёт ему со своего барского плеча. В общаге и жильё, и душа человека становятся проходным двором. — Роман «Общага-на-Крови», монолог Игоря Каминского

### Литературные и культурологические параллели
По мнению рецензентов, роман «Общага-на-Крови» также перекликается с классическими произведениями и вызывает многочисленные культурологические аллюзии.
- Александр Щипин считает, что роман «парадоксальным образом близок Мишелю Уэльбеку с его „Возможностью острова“, где плотское противопоставляется духовному, после чего отвергается и то, и другое»[8].
- Светлана Евсюкова полагает, что в какой-то момент персонажи превращаются в героев XIX века, «потому что на чернышевское „Что делать?“ они отвечают базаровским „Всё дозволено“ и мармеладовским „Пью, ибо сугубо страдать хочу!“. Потому что вопрос „Если Бога нет, то какой же я после этого капитан?“ занимает их едва ли не больше, чем вопрос возвращения в общагу после того, как их оттуда выселила злобная мегера-комендантша»[18].

Тема Фёдора Достоевского при анализе романа вообще является одной из самых заметных. Со слов Екатерины Нистратовой: «По Иванову, как и в традиции русского мягкотелого философствования, нравственность — удел слабых. Как князь Мышкин или Алеша Карамазов». Она же находит, что «секс в общаге погружён в проблематику Сонечки Мармеладовой».
А вот врезается, и надолго  — удивительная картинка со второй страницы романа: студентик, порезавший себе вены на унитазе; тонкая, бледная рука на белом фаянсе, на сгибе шевелится живая кровь. Вот тут в 24-летнем мастеровитом сценаристе виден оригинальный Художник: это ведь распятие ни много ни мало, и это уже не просто техника, слаженная работа машинерии, а отважная ивановская самодеятельность, его первый «пермский Бог», родственник тех инопланетных, единственных в мире деревянных существ, которые дожидаются своего Урфина Джюса в Пермской картинной галерее.
Князя Мышкина видит в Отличнике и Александр Неверов: «Не только эта фигура, но и многое другое свидетельствует о перекличке автора с Достоевским. „Общага-на-крови“ — роман идеологический: герои много и горячо рассуждают о вере, истине, таланте, нравственности, любви».
Константин Когут в поисках параллелей наблюдает связь между «общагой и „Божественной комедией“ Данте. В „Божественной комедии“: „Древней меня лишь вечные созданья, / И с вечностью пребуду наравне. / Входящие, оставьте упованья“. Такой же ступенчатый принцип лежит в основе моделирования общаги».
Рецензенты не обошли вниманием и название романа, уловив в нём аналогию не только с русскими храмами, выстроенными на месте страшного преступления (Спас на Крови и Церковь Димитрия на Крови), но и с конкретным Храмом на Крови — «образом, который соотносится с Екатеринбургом и несет в себе трагические коннотации, связанные с расстрелом царской семьи».

### Присутствие Александра Башлачёва

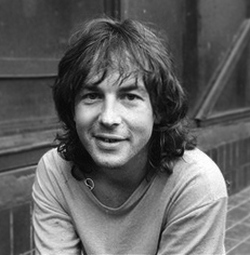
Александр Башлачёв

В третьей части романа Ванька Симаков поёт на гитаре: «Долго шли зноем и морозами, всё снесли и остались вольными…» и далее идёт текст песни Александра Башлачёва «Время колокольчиков».
В ответ на вопрос, случайно ли именно эта песня появляется на страницах книги, Алексей Иванов поясняет, что внутри романа — подлинный автор башлачёвского гимна.
В общежитии, которое описано в книге, в своё время жил и Башлачёв: «Для нашей общаги фигура Башлачёва была не только культовой фигурой андеграунда, но и культовой фигурой нашего собственного университета. Чтобы чуть-чуть отделить Башлачёва от своего героя, я куплеты песни переставил местами».

Писатель с обезоруживающей юношеской горячностью и трепетностью неофита убеждает нас, что он может (а точнее, мог, и ещё когда — в свои 23!) уверенно балансировать на весьма шатком мостике между фотографически точным описанием «свинцовых мерзостей русской жизни» и донельзя напряженным — в самом словесном строе и в прихотливых фабульных перипетиях — поиском смысла жизни. — Александр Вислов, «Ведомости»